# 난치

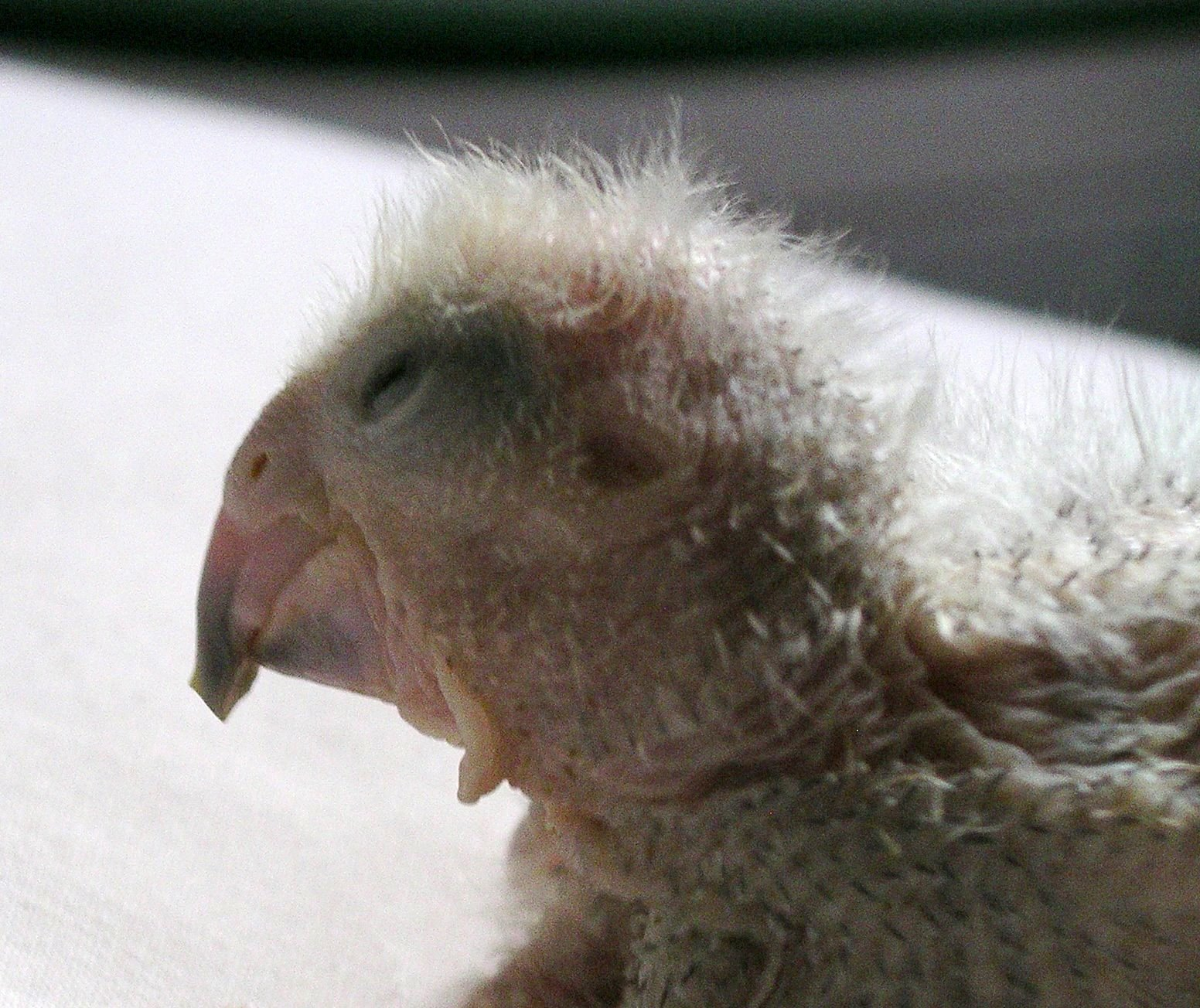
부화한지 약 2주 된 새끼 세네갈앵무. 난치가 부리 끝 가까이에 있다.

난치(卵齒)는 알 속의 새끼에게 돋아난, 알을 깨부수기 위한 경질 조직이다. 부화하고 나면 자연스레 떨어진다.